# Сулеймен, Гани Шамирулы
Гани Шамирулы Сулеймен (каз. Ғани Шәмірұлы Сүлеймен; род. 22 апреля 2002, Капланбек, Южно-Казахстанская область) — казахстанский футболист, полузащитник клуба «Арыс».

## Карьера
Футбольную карьеру начал в 2020 году в составе клуба «Кайрат-Жастар».
В начале 2021 года подписал контракт с клубом «Туран». 16 октября 2021 года в матче против клуба «Акжайык» дебютировал в казахстанской Премьер-лиге.

## Клубная статистика
| Игровая карьера | Игровая карьера | Игровая карьера | Лига | Лига | Кубок | Кубок | Межд. | Межд. | Др. | Др. |
| --------------- | --------------- | --------------- | ---- | ---- | ----- | ----- | ----- | ----- | --- | --- |
| 2020            | Кайрат-Жастар   | Б               | 10   | 0    | —     | —     | —     | —     | —   | —   |
| 2021            | Туран           | А               | 2    | 0    | 5     | 0     | —     | —     | —   | —   |
| 2021            | Туран М         | В               | 18   | 4    | —     | —     | —     | —     | —   | —   |
| 2022            | Туран           | А               | —    | —    | 2     | 0     | —     | —     | —   | —   |
| 2022            | Туран М         | В               | 21   | 2    | —     | —     | —     | —     | —   | —   |